# Großsteingrab Juliusburg
Das Großsteingrab Juliusburg war eine megalithische Grabanlage der jungsteinzeitlichen Nordgruppe der Trichterbecherkultur bei Juliusburg im Kreis Herzogtum Lauenburg in Schleswig-Holstein. Es lag auf einer Koppel mit dem Namen „Resenbarg“ („Riesenberg“) und wurde im 19. Jahrhundert abgetragen. Die Anlage bestand aus einer Hügelschüttung unbekannter Form, die eine Grabkammer umschloss. Die Kammer besaß mehrere flache Decksteine, große Wandsteine und ein Bodenpflaster aus kleinen Steinen. Zu den Maßen, der Orientierung und dem Typ des Grabes liegen keine Angaben vor. Karl Kersten nahm die Anlage in seiner 1951 erschienenen Monografie zu den vor- und frühgeschichtlichen Denkmälern des Kreises Herzogtum Lauenburg unter der Nummer Juliusburg LA 11 auf.